# Sheriff Mustapha Dibba
Sheriff Mustapha Dibba (Baddibu 
Central, División Ribera Norte, Gambia, 10 de enero de 1937-Banjul, Gambia, 2 de junio de 2008), conocido también simplemente como Sheriff Dibba, fue un político gambiano conocido por haber ocupado el cargo de primer Vicepresidente de Gambia entre 1970 y 1972. Fue además portavoz de la Asamblea Nacional de Gambia y líder del Partido de Convención Nacional (NCP).

## Biografía

### Primeros años
Dibba fue el hijo de Mustapha Dibba, un granjero mandinga, quien llegó a ocupar el liderazgo del distrito de Baddibu Central en 1967. Dibba nació en Salikene, en Baddibu Central, en enero de 1937. Fue educado en el Instituto Armitage y después en el Instituto Masculino Metodista de Banjul de 1955 a 1957.

### Carrera política

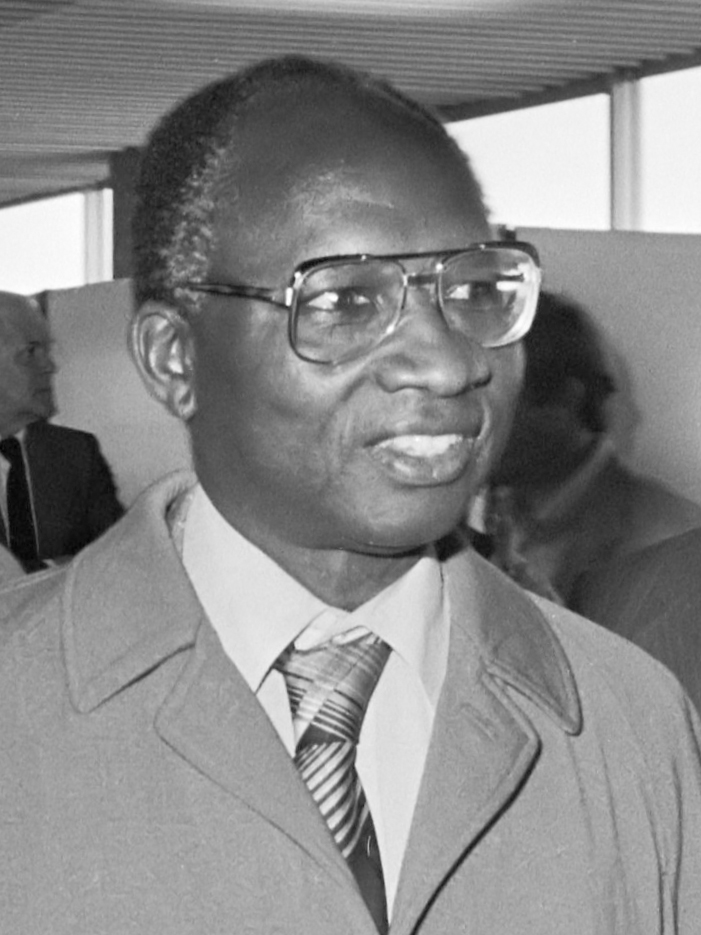
Dawda Jawara, primer presidente de Gambia

Fue empleado durante una breve temporada en la United Africa Company hasta 1959, cuando comenzó a trabajar para el recién creado Partido Progresista Popular de Gambia. En dicho partido, lideró el ala más joven y fue elegido como representante del distrito de Baddibu Central en la Cámara de Representantes de Gambia para las elecciones parlamentarias de 1962. Cuatro años después, tras las elecciones de 1966, fue elegido ministro de Trabajo y Comunicación y en diciembre de 1967 reemplazó a Sheriff Sisay como ministro de Finanzas de Gambia.Cuando Gambia se convirtió en una república después del referéndum republicano de Gambia en 1970, Dibba fue elegido vicepresidente de la nación y siguió ejerciendo como ministro de Finanzas.
Dibba se proclamó entonces como primer vicepresidente del recién nacido país de Gambia en 1970. Sin embargo, el 15 de septiembre de 1972 renunció a su cargo debido al estallido del "escándalo butut", que acusaba a su hermano Kutubo de haber estado llevando a cabo operaciones de contrabando en Senegal. Todo ello se había estado haciendo durante el mes de agosto de 1972 y se encontraron evidencias de que Kutubo habría estado trabajando desde la casa oficial de Sheriff Dibba. 
Pese a la controversia, Dibba fue nombrado en octubre de 1972 primer embajador de Gambia en la Comunidad Económica Europea y dos años después, en julio de 1974, fue llamado por el presidente Dawda Jawara para que ocupase el puesto de ministro de Planificación Económica y Desarrollo Industrial. A finales de julio de 1875, Jawara acusó a Dibba de tratar de hacer un complot contra él, por lo que fue destituido inmediatamente. Además, fue despedido del Partido Progresista Popular en agosto de ese año.
Más tarde, una vez fuera de su partido de origen, fundó el Partido Nacional de Convención (PNC) en 1975. En las elecciones generales de 1977, el PNC se convirtió en el principal partido de la oposición en el país.

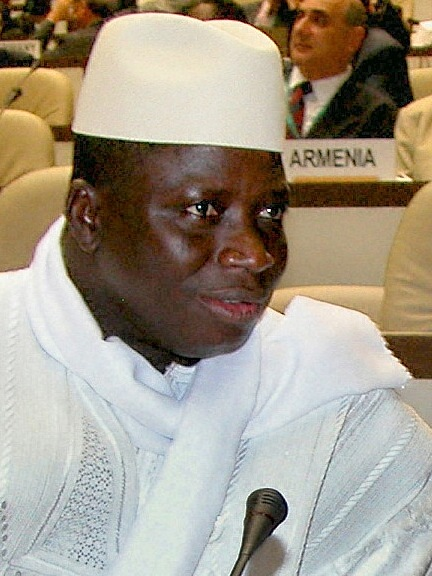
Yahya Jammeh, presidente de Gambia de 1994 a 2017

Fue arrestado en agosto de 1981 junto a otros activistas y miembros del NCP, llegando a estar encarcelado por su supuesta participación en el golpe de Estado que había tenido lugar ese mismo año, pero se le liberó once meses después. En las elecciones presidenciales del 4 de mayo de 1982, Dibba fue derrotado por el presidente Dawda Jawara. Años después, en las elecciones de 1987 y 1992, se presentó también como candidato a la presidencia por el NCP, quedando segundo después de Jawara en ambas.
Después del golpe de Estado de 1994 en el que Yahya Jammeh se hizo con el poder, todo partido político de la oposición fue prohibido, incluyendo el NCP. No fue hasta mediados de 2001 en que se legalizaron los demás partidos, los cuales tuvieron su representación en las elecciones del 18 de octubre de ese año. Dibba quedó en cuarto lugar, obteniendo un 3,8% de los votos.
Dibba dio entonces su apoyo a Jammeh y a su partido,  la Alianza para la Reorientación y Construcción Patriótica. Después de las elecciones parlamentarias de enero de 2002, fue elegido portavoz de la Asamblea Nacional en la primera reunión de la nueva legislatura el 3 de febrero.

### Últimos años y muerte
En abril de 2006, Dibba fue arrestado por nueve días y destituido como portavoz debido a su supuesto involucramiento en el fracasado golpe de Estado que se había tratado de llevar a cabo contra el presidente Jammeh el mes anterior. Por entonces, Dibba había alcanzado los 65 años de edad y por lo tanto, no era elegible como candidato político. No obstante, a la hora de su liberación, afirmó su lealtad al presidente Jammeh. Tiempo después se retiraría de la política antes de su muerte.
Dibba fue hospitalizado el 30 de mayo en el Hospital Universitario Real Victoria, en Banjul. Finalmente, falleció el 2 de junio de 2008 con 71 años.